# Brasiliens Grand Prix 2024
Brasiliens Grand Prix 2024, officiellt Formula 1 Lenovo Grande Prêmio De São Paulo 2024, var ett Formel 1-lopp som kördes den 3 november 2024 på Autódromo José Carlos Pace i São Paulo i Brasilien. Loppet var det tjugoförsta loppet ingående i Formel 1-säsongen 2024 och var planerat att köras över 71 varv, något som senare kortades ner till 69 varv.
Det var även den femte deltävlingen som använde sig av sprintformatet.

## Ställning i mästerskapet före loppet
| Pos. | Förare            | Poäng |
| ---- | ----------------- | ----- |
| 1 ▬  | Max Verstappen    | 362   |
| 2 ▬  | Lando Norris      | 315   |
| 3 ▬  | Charles Leclerc   | 291   |
| 4 ▬  | Oscar Piastri     | 251   |
| 5 ▬  | Carlos Sainz, Jr. | 240   |

| Pos. | Konstruktör           | Poäng |
| ---- | --------------------- | ----- |
| 1 ▬  | McLaren-Mercedes      | 566   |
| 2 ▬  | Ferrari               | 537   |
| 3 ▬  | Red Bull              | 512   |
| 4 ▬  | Mercedes              | 366   |
| 5 ▬  | Aston Martin-Mercedes | 86    |

- Notering: Endast de fem bästa placeringarna i vardera mästerskap finns med på listorna.

## Sprintkvalet
Sprintkvalet kördes den 1 november 2024, klockan 15:30 lokal tid (UTC−3), och fastställde startordningen för sprintracet.
| Pos.                    | Nr. | Förare           | Konstruktör                  | Kvaltider | Kvaltider | Kvaltider | Sprint- grid |
| Pos.                    | Nr. | Förare           | Konstruktör                  | SQ1       | SQ2       | SQ3       | Sprint- grid |
| ----------------------- | --- | ---------------- | ---------------------------- | --------- | --------- | --------- | ------------ |
| 1                       | 81  | Oscar Piastri    | McLaren-Mercedes             | 1:10.265  | 1:09.239  | 1:08.899  | 1            |
| 2                       | 4   | Lando Norris     | McLaren-Mercedes             | 1:09.477  | 1:09.063  | 1:08.928  | 2            |
| 3                       | 16  | Charles Leclerc  | Ferrari                      | 1:10.388  | 1:09.248  | 1:09.153  | 3            |
| 4                       | 1   | Max Verstappen   | Red Bull Racing-Honda RBPT   | 1:10.409  | 1:09.489  | 1:09.219  | 4            |
| 5                       | 55  | Carlos Sainz Jr. | Ferrari                      | 1:10.503  | 1:09.500  | 1:09.257  | 5            |
| 6                       | 63  | George Russell   | Mercedes                     | 1:10.479  | 1:09.683  | 1:09.443  | 6            |
| 7                       | 10  | Pierre Gasly     | Alpine-Renault               | 1:10.630  | 1:09.610  | 1:09.622  | 7            |
| 8                       | 30  | Liam Lawson      | RB-Honda RBPT                | 1:10.576  | 1:09.827  | 1:09.941  | 8            |
| 9                       | 23  | Alexander Albon  | Williams-Mercedes            | 1:10.366  | 1:09.844  | 1:10.078  | 9            |
| 10                      | 50  | Oliver Bearman   | Haas-Ferrari                 | 1:10.442  | 1:09.629  | No time   | 10           |
| 11                      | 44  | Lewis Hamilton   | Mercedes                     | 1:10.625  | 1:09.941  | N/A       | 11           |
| 12                      | 27  | Nico Hülkenberg  | Haas-Ferrari                 | 1:10.466  | 1:09.964  | N/A       | 12           |
| 13                      | 11  | Sergio Pérez     | Red Bull Racing-Honda RBPT   | 1:10.392  | 1:10.024  | N/A       | 13           |
| 14                      | 43  | Franco Colapinto | Williams-Mercedes            | 1:10.470  | 1:10.275  | N/A       | 14           |
| 15                      | 77  | Valtteri Bottas  | Kick Sauber-Ferrari          | 1:10.861  | 1:10.595  | N/A       | 15           |
| 16                      | 14  | Fernando Alonso  | Aston Martin Aramco-Mercedes | 1:10.978  | N/A       | N/A       | PL1          |
| 17                      | 31  | Esteban Ocon     | Alpine-Renault               | 1:11.052  | N/A       | N/A       | 16           |
| 18                      | 22  | Yuki Tsunoda     | RB-Honda RBPT                | 1:11.121  | N/A       | N/A       | 17           |
| 19                      | 18  | Lance Stroll     | Aston Martin Aramco-Mercedes | 1:11:280  | N/A       | N/A       | PL1          |
| 20                      | 24  | Zhou Guanyu      | Kick Sauber-Ferrari          | 1:12.978  | N/A       | N/A       | PL1          |
| 107 %-gränsen: 1:14.340 |     |                  |                              |           |           |           |              |
| Källor:                 |     |                  |                              |           |           |           |              |

Noter
- ^1 – Fernando Alonso, Lance Stroll och Zhou Guanyu kvalade som 16:e, 19:e och 20:e, men fick starta från depån, då deras bilar ändrats under parc fermé.[4]

## Sprintracet
Sprintracet kördes den 2 november 2024, klockan 11:00 lokal tid (UTC−3), och kördes över 24 varv.
| Pos.                                                                             | Nr. | Förare           | Konstruktör                  | Varv | Tid/Bröt  | Placering | Poäng |
| -------------------------------------------------------------------------------- | --- | ---------------- | ---------------------------- | ---- | --------- | --------- | ----- |
| 1                                                                                | 4   | Lando Norris     | McLaren-Mercedes             | 24   | 29:46.045 | 2         | 8     |
| 2                                                                                | 81  | Oscar Piastri    | McLaren-Mercedes             | 24   | +0.593    | 1         | 7     |
| 3                                                                                | 16  | Charles Leclerc  | Ferrari                      | 24   | +5.656    | 3         | 6     |
| 4                                                                                | 1   | Max Verstappen   | Red Bull Racing-Honda RBPT   | 24   | +6.4971   | 4         | 5     |
| 5                                                                                | 55  | Carlos Sainz Jr. | Ferrari                      | 24   | +7.224    | 5         | 4     |
| 6                                                                                | 63  | George Russell   | Mercedes                     | 24   | +12.475   | 6         | 3     |
| 7                                                                                | 10  | Pierre Gasly     | Alpine-Renault               | 24   | +18.161   | 7         | 2     |
| 8                                                                                | 11  | Sergio Pérez     | Red Bull Racing-Honda RBPT   | 24   | +18.717   | 13        | 1     |
| 9                                                                                | 30  | Liam Lawson      | RB-Honda RBPT                | 24   | +20.773   | 8         |       |
| 10                                                                               | 23  | Alexander Albon  | Williams-Mercedes            | 24   | +24.606   | 9         |       |
| 11                                                                               | 44  | Lewis Hamilton   | Mercedes                     | 24   | +29.764   | 11        |       |
| 12                                                                               | 43  | Franco Colapinto | Williams-Mercedes            | 24   | +33.233   | 14        |       |
| 13                                                                               | 31  | Esteban Ocon     | Alpine-Renault               | 24   | +34.128   | 16        |       |
| 14                                                                               | 50  | Oliver Bearman   | Haas-Ferrari                 | 24   | +35.507   | 10        |       |
| 15                                                                               | 22  | Yuki Tsunoda     | RB-Honda RBPT                | 24   | +41.374   | 17        |       |
| 16                                                                               | 77  | Valtteri Bottas  | Kick Sauber-Ferrari          | 24   | +43.231   | 15        |       |
| 17                                                                               | 24  | Zhou Guanyu      | Kick Sauber-Ferrari          | 24   | +54.139   | PL        |       |
| 18                                                                               | 14  | Fernando Alonso  | Aston Martin Aramco-Mercedes | 24   | +56.537   | PL        |       |
| 19                                                                               | 18  | Lance Stroll     | Aston Martin Aramco-Mercedes | 24   | +57.983   | PL        |       |
| Ret                                                                              | 27  | Nico Hülkenberg  | Haas-Ferrari                 | 19   | Utblås    | 12        |       |
| Snabbaste varvet: Sergio Pérez (Red Bull Racing-Honda RBPT) – 1:11.678 (varv 24) |     |                  |                              |      |           |           |       |
| Källor:                                                                          |     |                  |                              |      |           |           |       |

Noter
- ^1  – Max Verstappen kom i mål som trea, men fick fem sekunders bestraffning efter sprintracet för att ha kört för fort under virtual safety car.[5]

## Kvalet
Kvalet var planerat att köras den 2 november 2024, klockan 15:00 lokal tid (UTC−3), men sköts upp till 07:30 följande dag på grund av regn. Kvalet fastställde startordningen för loppet.
Kvalet rödflaggades fem gånger, på grund av krascher av Franco Colapinto, Carlos Sainz Jr., Lance Stroll, Fernando Alonso och Alexander Albon.
| Pos.                     | Nr. | Förare           | Konstruktör                  | Kvaltider | Kvaltider | Kvaltider | Start- grid |
| Pos.                     | Nr. | Förare           | Konstruktör                  | Q1        | Q2        | Q3        | Start- grid |
| ------------------------ | --- | ---------------- | ---------------------------- | --------- | --------- | --------- | ----------- |
| 1                        | 4   | Lando Norris     | McLaren-Mercedes             | 1:30.944  | 1:24.844  | 1:23.405  | 1           |
| 2                        | 63  | George Russell   | Mercedes                     | 1:29.121  | 1:26.307  | 1:23.578  | 2           |
| 3                        | 22  | Yuki Tsunoda     | RB-Honda RBPT                | 1:29.172  | 1:26.464  | 1:24.111  | 3           |
| 4                        | 31  | Esteban Ocon     | Alpine-Renault               | 1:29.171  | 1:26.206  | 1:24.475  | 4           |
| 5                        | 30  | Liam Lawson      | RB-Honda RBPT                | 1:30.758  | 1:25.654  | 1:24.484  | 5           |
| 6                        | 16  | Charles Leclerc  | Ferrari                      | 1:29.839  | 1:26.097  | 1:24.525  | 6           |
| 7                        | 23  | Alexander Albon  | Williams-Mercedes            | 1:29.072  | 1:25.889  | 1:24.657  | 7           |
| 8                        | 81  | Oscar Piastri    | McLaren-Mercedes             | 1:30.114  | 1:25.179  | 1:24.686  | 8           |
| 9                        | 14  | Fernando Alonso  | Aston Martin Aramco-Mercedes | 1:30.207  | 1:25.035  | 1:28.998  | 9           |
| 10                       | 18  | Lance Stroll     | Aston Martin Aramco-Mercedes | 1:30.580  | 1:26.334  | No time   | 10          |
| 11                       | 77  | Valtteri Bottas  | Kick Sauber-Ferrari          | 1:30.633  | 1:26.472  | N/A       | 11          |
| 12                       | 1   | Max Verstappen   | Red Bull Racing-Honda RBPT   | 1:28.522  | 1:27.771  | N/A       | 171         |
| 13                       | 11  | Sergio Pérez     | Red Bull Racing-Honda RBPT   | 1:30.035  | 1:28.158  | N/A       | 12          |
| 14                       | 55  | Carlos Sainz Jr. | Ferrari                      | 1:30.303  | 1:29.406  | N/A       | PL2         |
| 15                       | 10  | Pierre Gasly     | Alpine-Renault               | 1:29.420  | 1:29.614  | N/A       | 13          |
| 16                       | 44  | Lewis Hamilton   | Mercedes                     | 1:31.150  | N/A       | N/A       | 14          |
| 17                       | 50  | Oliver Bearman   | Haas-Ferrari                 | 1:31.229  | N/A       | N/A       | 15          |
| 18                       | 43  | Franco Colapinto | Williams-Mercedes            | 1:31.270  | N/A       | N/A       | 16          |
| 19                       | 27  | Nico Hülkenberg  | Haas-Ferrari                 | 1:31.623  | N/A       | N/A       | 18          |
| 20                       | 24  | Zhou Guanyu      | Kick Sauber-Ferrari          | 1:32.263  | N/A       | N/A       | 19          |
| 107 %-gränsen: 1:34.7183 |     |                  |                              |           |           |           |             |
| Källor:                  |     |                  |                              |           |           |           |             |

Noter
- ^1  – Max Verstappen fick fem platsers nedlyttning för att ha tagit en sjätte förbränningsmotor.[10][11]
- ^2  – Carlos Sainz Jr. kvalade på 14:e plats, men fick starta loppet från depån, då han bytit ut delar i sin power unit utan tillåtelse under parc fermé.[10]
- ^3  – Då kvalet kördes på vått underlag tillämpades inte 107 %-regeln.[12]

## Loppet
Loppet var planerat att köras den 3 november 2024, klockan 14:00 lokal tid (UTC−3), men flyttades fram till 12:30 lokal tid på grund av väderprognos. Loppet skulle ursprungligen köras över 71 varv, vilket senare kortades till 69 varv på grund av en avbruten start.
| Pos.                                                                               | Nr. | Förare           | Konstruktör                  | Varv | Tid/Bröt       | Placering | Poäng |
| ---------------------------------------------------------------------------------- | --- | ---------------- | ---------------------------- | ---- | -------------- | --------- | ----- |
| 1                                                                                  | 1   | Max Verstappen   | Red Bull Racing-Honda RBPT   | 69   | 2:06:54.430    | 17        | 262   |
| 2                                                                                  | 31  | Esteban Ocon     | Alpine-Renault               | 69   | +19.477        | 4         | 18    |
| 3                                                                                  | 10  | Pierre Gasly     | Alpine-Renault               | 69   | +22.532        | 13        | 15    |
| 4                                                                                  | 63  | George Russell   | Mercedes                     | 69   | +23.265        | 2         | 12    |
| 5                                                                                  | 16  | Charles Leclerc  | Ferrari                      | 69   | +30.177        | 6         | 10    |
| 6                                                                                  | 4   | Lando Norris     | McLaren-Mercedes             | 69   | +31.372        | 1         | 8     |
| 7                                                                                  | 22  | Yuki Tsunoda     | RB-Honda RBPT                | 69   | +42.056        | 3         | 6     |
| 8                                                                                  | 81  | Oscar Piastri    | McLaren-Mercedes             | 69   | +44.9433       | 8         | 4     |
| 9                                                                                  | 30  | Liam Lawson      | RB-Honda RBPT                | 69   | +50.452        | 5         | 2     |
| 10                                                                                 | 44  | Lewis Hamilton   | Mercedes                     | 69   | +50.753        | 14        | 1     |
| 11                                                                                 | 11  | Sergio Pérez     | Red Bull Racing-Honda RBPT   | 69   | +51.531        | 12        |       |
| 12                                                                                 | 50  | Oliver Bearman   | Haas-Ferrari                 | 69   | +57.085        | 15        |       |
| 13                                                                                 | 77  | Valtteri Bottas  | Kick Sauber-Ferrari          | 69   | +1:03.588      | 11        |       |
| 14                                                                                 | 14  | Fernando Alonso  | Aston Martin Aramco-Mercedes | 69   | +1:18.049      | 9         |       |
| 15                                                                                 | 24  | Zhou Guanyu      | Kick Sauber-Ferrari          | 69   | +1:19.649      | 19        |       |
| Ret                                                                                | 55  | Carlos Sainz Jr. | Ferrari                      | 38   | Olycka         | PL        |       |
| Ret                                                                                | 43  | Franco Colapinto | Williams-Mercedes            | 30   | Olycka         | 16        |       |
| DNS                                                                                | 23  | Alexander Albon  | Williams-Mercedes            | 0    | Skadad bild    | —4        |       |
| DNS                                                                                | 18  | Lance Stroll     | Aston Martin Aramco-Mercedes | 0    | Olycka         | —5        |       |
| DSQ                                                                                | 27  | Nico Hülkenberg  | Haas-Ferrari                 | 30   | Hjälp utifrån6 | 18        |       |
| Snabbaste varvet: Max Verstappen (Red Bull Racing-Honda RBPT) – 1:20.472 (varv 67) |     |                  |                              |      |                |           |       |
| Källor:                                                                            |     |                  |                              |      |                |           |       |

Noter
- ^1  – Loppet skulle ursprungligen köras över 71 varv, vilket senare kortades till 69 varv på grund av en avbruten start.[13]
- ^2  – Inkluderar en poäng för snabbaste varv.[14]
- ^3  – Oscar Piastri kom på sjunde plats, men fick 10 sekunders bestraffning för att ha orsakat en kollision med Liam Lawson.[17]
- ^4  – Alexander Albon startade inte i loppet, då hans bil inte hunnit reparerats efter en krasch i kvalet. Hans plats på gridden lämnades tom.
- ^5  – Lance Stroll startade inte i loppet då han fastnade i en sandfålla under formationsvarvet. Hans plats på gridden lämnades tom[13]
- ^6  – Nico Hülkenberg diskvalificerades efter att ha fått hjälp av funktionärerna att komma iväg på banan, efter att ha snurrat i kurva 1.[13]

## Ställning i mästerskapet efter loppet
| Pos. | Förare            | Poäng |
| ---- | ----------------- | ----- |
| 1 ▬  | Max Verstappen    | 393   |
| 2 ▬  | Lando Norris      | 331   |
| 3 ▬  | Charles Leclerc   | 307   |
| 4 ▬  | Oscar Piastri     | 262   |
| 5 ▬  | Carlos Sainz, Jr. | 244   |

| Pos. | Konstruktör           | Poäng |
| ---- | --------------------- | ----- |
| 1 ▬  | McLaren-Mercedes      | 593   |
| 2 ▬  | Ferrari               | 557   |
| 3 ▬  | Red Bull              | 544   |
| 4 ▬  | Mercedes              | 382   |
| 5 ▬  | Aston Martin-Mercedes | 86    |

- Notering: Endast de fem bästa placeringarna i vardera mästerskap finns med på listorna.